# II dynastia z Isin
II dynastia z Isin, znana też jako IV dynastia z Babilonu – jedna z królewskich dynastii mezopotamskich, której władcy rządzili Babilonią w latach ok. 1157-1027 p.n.e.
Po ataku Elamitów na Babilonię, który doprowadził do upadku dynastii kasyckiej, ośrodek władzy królewskiej przesunął się na południe, gdzie nowa dynastia założona została ok. 1157 roku p.n.e. przez Marduk-kabit-ahheszu w mieście Isin. Do dynastii tej należało 11 władców, ale tylko kilku z nich znanych jest ze współczesnych im źródeł. Najwybitniejszym przedstawicielem dynastii był Nabuchodonozor I (ok. 1126-1105 p.n.e.), który pokonał Elam i odzyskał wywiezione z Babilonu przez Elamitów posągi boga Marduka i jego małżonki Sarpanitu. Innym wybitnym królem był Marduk-nadin-ahhe (ok. 1100-1083 p.n.e.), współczesny asyryjskiemu królowi Tiglat-Pileserowi I, chociaż koniec jego panowania naznaczyły klęski głodu i niepokoje spowodowane najazdami plemion Amorytów. Te ostatnie pozostały głównym powodem niestabilności państwa aż do jego upadku w roku 1027 p.n.e.

## Władcy dynastii
- Marduk-kabit-ahheszu (ok. 1157-1140 p.n.e.)
- Itti-Marduk-balatu (ok. 1140-1133 p.n.e.)
- Ninurta-nadin-szumi (ok. 1132-1126 p.n.e.)
- Nabu-kudurri-usur (Nabuchodonozor I) (ok. 1126-1105 p.n.e.)
- Enlil-nadin-apli (ok. 1104-1101 p.n.e.)
- Marduk-nadin-ahhe (ok. 1100-1083 p.n.e.)
- Marduk-szapik-zeri (ok. 1082-1070 p.n.e.)
- Adad-apla-iddina (ok. 1069-1048 p.n.e.)
- Marduk-ahhe-eriba (ok. 1047 p.n.e.)
- Marduk-zer-... (ok. 1046-1035 p.n.e.)
- Nabu-szumu-libur (ok. 1034-1027 p.n.e.)